# 564808 Pallai
564808 Pallai este o planetă minoră (asteroid) din centura de asteroizi. A fost descoperită pe 26 august 2011 la Piszkéstetői Obszervatórium⁠(d) de Krisztián Sárneczky⁠(d). 
Obiectul prezintă o orbită caracterizată de o semiaxă mare de 3,0150248869357 UAi, o excentricitate de 0,10940291565023, o înclinație de 8,5919567067799 ° în raport cu ecliptica.